# I'm Coming Home
I'm Coming Home es un álbum de estudio del cantante estadounidense Johnny Mathis. Fue publicado el 21 de septiembre de 1973 por Columbia Records.

## Producción

### Composición
Antes de escribir las canciones para el álbum, Bell y Linda Creed hicieron extensas entrevistas con Mathis para conocer sus “pensamientos sobre diferentes cosas”. “Son como reflexiones internas”, dijo Mathis sobre el material resultante. Bell recuerda lo conmovido que se sintió el cantante por lo que le presentaron para grabar y cómo explicó: “Esa es la razón por la que nos sentamos contigo—para ver qué tipo de persona eres, para ver qué te motiva”. A diferencia de varios de los álbumes de Mathis anteriores, I'm Coming Home se basó principalmente en canciones nuevas e incluyó sólo dos versiones de éxitos establecidos en las listas, ambas de The Stylistics («I'm Stone in Love with You» y «Stop Look and Listen to Your Heart»). “Será mejor que haga esta canción antes de que la haga otro”, declaró el cantante, recordando algunas de sus primeras sesiones. “Quería ser el primer artista en muchas de las canciones que canté en producciones de Broadway como My Fair Lady y West Side Story”. Musicalmente, Bell creó un arreglo que amplificaba aún más las claves visuales de la narrativa de Creed. “Mi intención era cumplir con las obligaciones de la letra de lo que está diciendo”, explicó. “Tiene que coincidir. Si el arreglo no encaja, no me avergüenza tirarlo a la basura. Sólo porque lo escribí no significa que tenga que estar ahí”. De acuerdo a John M. Cunningham de Britannica, “Mathis también empezó a incursionar en la música soul”.

### Grabación
Bell acababa de salir de una serie de éxitos con The Delfonics, The Stylistics y The Spinners, Bell estaba listo para acercarse a lo que él llama “la libra esterlina de la libra esterlina: Mathis. Seguí escuchando a Mathis en mi mente. Trabajas duro para llegar a ese pináculo para trabajar con él. Y eso es lo que hice. Trabajé tan duro como pude. Después de empezar con The Spinners fue cuando le dije a mi mánager: ‘Me gustaría contratar a Mathis’”. Según Bell, tuvo que convencer a Clive Davis, presidente de Columbia Records en ese momento, para que lo dejara producir a Mathis. “Él dijo: ‘Muchas gracias. Eres un buen productor, pero para la música negra’. Cometió ese error que mucha gente comete. No confundas el tono de la piel con el tipo de música que hago. Me tomó un tiempo pero finalmente conseguí a Mathis”. La carrera discográfica del cantante necesitaba una revisión y agradeció la oportunidad de trabajar con uno de los productores jóvenes más respetados y exitosos de la industria. “Me sorprendió mucho cuando Clive Davis me preguntó si me encantaría cantar con Tommy Bell”, recuerda Mathis. “Yo estaba muy emocionado. Estaba buscando una pequeña aventura porque la mayoría de las cosas que había hecho eran bastante seguras. Sin sorpresas”.
Las sesiones de grabación de I'm Coming Home tuvieron lugar los días 23 al 25 de mayo de 1973 en los estudios Sigma Sound, en Filadelfia, Pensilvania. Bell también optó por presentar la voz de Mathis de una manera diferente. “Todos los que lo grabaron habían grabado su voz alta”, dijo. “Lo tomé desde el aire y lo bajé. Tiene un sonido mucho más maduro y rico cantando un poco más bajo. Se sintió muy aliviado”.

## Recepción de la crítica
Un escritor no especificado de la revista Cash Box declaró: “Destacado por la impresionante canción que da nombre al álbum, el LP refleja los años de profesionalismo y genio que han convertido a Johnny en una de las estrellas más importantes de nuestra era. «I’d Rather Be Here with You», «And I Think That’s What I'll Do», «I'm Stone in Love with You» y «Stop Look and Listen to Your Heart» son algunos de los mejores cortes en el disco, pero cada uno tiene el toque distintivo de Mathis que por sí solo es suficiente para recomendar el disco”. Un escritor no especificado de la revista Billboard 
comentó: “Cuando a Mathis se le proporciona el material adecuado para su voz, saltan chispas y el resultado es arte puro. Y ese es el caso aquí, con Thom Bell y Linda Creed contribuyendo con todos los medios para que Mathis creara su primer tipo de LP casi sin versiones”.

## Lista de canciones
Todas las canciones escritas y compuestas por Thom Bell y Linda Creed, excepto donde esta anotado. 
| Lado uno |                                                              |                    |          |  |
| N.º      | Título                                                       | Fecha de grabación | Duración |  |
| 1.       | «I'm Coming Home»                                            | 24 de mayo de 1973 | 3:24     |  |
| 2.       | «I'd Rather Be Here with You»                                | 23 de mayo de 1973 | 3:46     |  |
| 3.       | «Foolish» (T. Bell, Creed, Bruce Hawes, Joseph B. Jefferson) | 23 de mayo de 1973 | 4:43     |  |
| 4.       | «I'm Stone in Love with You» (Anthony Bell, T. Bell, Creed)  | 24 de mayo de 1973 | 3:30     |  |
| 5.       | «And I Think That's What I'll Do»                            | 24 de mayo de 1973 | 3:40     |  |

| Lado dos |                                             |                    |          |  |
| N.º      | Título                                      | Fecha de grabación | Duración |  |
| 1.       | «Life Is a Song Worth Singing»              | 24 de mayo de 1973 | 6:03     |  |
| 2.       | «A Baby's Born»                             | 23 de mayo de 1973 | 4:27     |  |
| 3.       | «Sweet Child»                               | 23 de mayo de 1973 | 4:00     |  |
| 4.       | «Stop Look and Listen to Your Heart»        | 25 de mayo de 1973 | 4:18     |  |
| 5.       | «I Just Wanted to Be Me» (Hawes, Jefferson) | 25 de mayo de 1973 | 3:11     |  |

## Posicionamiento
| Gráfica (1974)                            | Pico de posición |
| ----------------------------------------- | ---------------- |
| Estados Unidos (Billboard Top LPs & Tape) | 115              |
| Estados Unidos (Cash Box Top 100 Albums)  | 66               |
| Estados Unidos (Record World Album Chart) | 121              |
| Reino Unido (UK Albums Chart)             | 18               |

## Certificaciones y ventas
| País              | Certificación | Ventas |
| ----------------- | ------------- | ------ |
| Reino Unido (BPI) | Plata         | 60 000 |